# Hèrmies (heretge)
Hèrmies (en llatí Hermeias o Hermias, en grec antic Ἑρμείας o Ἑρμίας) fou un eclesiàstic que menciona Agustí d'Hipona (De Haeres. 59) com el fundador de la secta herètica dels henneians o seleucians, al segle iv aC.